# Nekrolog 1380
Nekrolog
◄◄
| ◄
| 1376
| 1377
| 1378
| 1379
| 1380 | 1381 | 1382 | 1383 | 1384 | ► | ►►
Weitere Ereignisse | Allgemeiner Nekrolog 1380
Die Beschreibung der verstorbenen Person sollte so kurz wie möglich gehalten sein und nur deren signifikante Tätigkeit(en) enthalten.
Neue Namen ggf. auch unter dem Geburts- und Sterbedatum, also etwa unter 1. Januar und im Geburts- und Sterbejahr (2024) eintragen (nur bei entsprechender großer Wichtigkeit). Für Beispiele siehe die schon vorhandenen Artikel.
Außerdem über die fünf zuletzt Verstorbenen, zu denen es einen ausreichend guten Artikel für eine Präsentation auf der Hauptseite gibt, nach der todesbedingten Überarbeitung der Artikel ggf. auch unter Wikipedia Diskussion:Hauptseite informieren und sie am besten auch in den anderen Wikipedia-Sprachversionen eintragen. Tipp: Regelmäßig bei news.google.de nach „ist tot“, „gestorben“ oder „verstorben“ suchen.
Wenn eine Person gestorben ist, gibt es viele Seiten zu dieser Person in der Wikipedia, die davon auch betroffen sind und entsprechend aktualisiert werden müssen. Beispiele: Namenübersichtsseite, Geburtsjahr, Geburtsort-Seiten und viele mehr.
Wie finde ich die betroffenen Seiten?
Im Suchfeld auf der linken Seite gibt man den Suchbegriff so ein: „Vorname Nachname“. Dann klickt man auf Volltext und alle Seiten mit entsprechendem Suchtext werden aufgerufen. Hier sieht man dann schnell, wo auch das Todesjahr Sinn macht oder sogar ein Teil des Artikels angepasst werden muss. Auch hilft das „Werkzeug“ auf der linken Seite sehr gut, um solche Seiten aufzufinden: „Links auf diese Seite“. Somit ist die Wikipedia wieder aktuell in allen Bereichen! Hinweis: bei Eintragung der Kategorie „Gestorben JAHR“ wird der Missbrauchsfilter 49 ausgelöst, was jedoch nicht schlimm ist. Siehe: Spezial:Missbrauchsfilter/49
Dies ist eine Liste von im Jahr 1380 verstorbenen bekannten Persönlichkeiten. Die Einträge erfolgen innerhalb der einzelnen Daten alphabetisch sortiert. Tiere sind im Nekrolog für Tiere zu finden.

## Januar
| Tag        | Name                   | Beruf, bekannt als                                                      | Alter | Beleg |
| ---------- | ---------------------- | ----------------------------------------------------------------------- | ----- | ----- |
| 14. Januar | Albrecht von Sternberg | Bischof von Schwerin, Bischof von Leitomischl, Erzbischof von Magdeburg |       |       |
| 14. Januar | Johann Očko von Wlašim | Bischof von Olmütz, Erzbischof von Prag, Kardinal                       |       |       |

## Februar
| Tag         | Name                | Beruf, bekannt als               | Alter | Beleg |
| ----------- | ------------------- | -------------------------------- | ----- | ----- |
| 24. Februar | Heinrich I.         | erster Graf von Nassau-Beilstein | 56    |       |
| Februar     | Guillaume II. Roger | französischer Adliger            |       |       |

## März
| Tag      | Name                               | Beruf, bekannt als                                                    | Alter | Beleg |
| -------- | ---------------------------------- | --------------------------------------------------------------------- | ----- | ----- |
| 21. März | Heinrich von Spiegel zum Desenberg | Benediktinermönch, Fürstbischof von Paderborn und Fürstabt von Corvey |       |       |
| 25. März | Augustin Münzmeister von Breisach  | Bischof von Seckau                                                    |       |       |

## April
| Tag       | Name                | Beruf, bekannt als                                   | Alter | Beleg |
| --------- | ------------------- | ---------------------------------------------------- | ----- | ----- |
| 10. April | Manuel Kantakuzenos | Despot von Morea                                     |       |       |
| 29. April | Katharina von Siena | italienische Mystikerin, Kirchenlehrerin und Heilige |       |       |

## Juli
| Tag         | Name                 | Beruf, bekannt als     | Alter | Beleg |
| ----------- | -------------------- | ---------------------- | ----- | ----- |
| Anfang Juli | Blanche of Lancaster | englische Adlige       |       |       |
| 13. Juli    | Bertrand du Guesclin | französischer Feldherr |       |       |
| 26. Juli    | Kōmyō                | japanischer Kaiser     | 58    |       |

## August
| Tag       | Name             | Beruf, bekannt als      | Alter | Beleg |
| --------- | ---------------- | ----------------------- | ----- | ----- |
| 6. August | Konrad Rehlinger | Augsburger Stadtpfleger |       |       |

## September
| Tag           | Name               | Beruf, bekannt als               | Alter | Beleg |
| ------------- | ------------------ | -------------------------------- | ----- | ----- |
| 8. September  | Alexander Pereswet | russisch-orthodoxer Kampfmönch   |       |       |
| 16. September | Karl V.            | König von Frankreich (1364–1380) | 42    |       |

## Oktober
| Tag        | Name            | Beruf, bekannt als               | Alter | Beleg |
| ---------- | --------------- | -------------------------------- | ----- | ----- |
| 3. Oktober | Agapito Colonna | Kardinal der katholischen Kirche |       |       |

## November
| Tag          | Name                   | Beruf, bekannt als | Alter | Beleg |
| ------------ | ---------------------- | ------------------ | ----- | ----- |
| 19. November | Albert III. von Winkel | Bischof von Passau |       |       |

## Dezember
| Tag          | Name                  | Beruf, bekannt als                                                                                    | Alter | Beleg |
| ------------ | --------------------- | --- | ----- | ----- |
| 17. Dezember | Johann II.            | Graf von Habsburg-Laufenburg, Graf von Alt-Rapperswil und in der March                                |       |       |
| 24. Dezember | Johannes von Neumarkt | Kanzler Kaiser Karls IV., Ernannter Bischof von Naumburg, Bischof von Leitomischl, Bischof von Olmütz |       |       |
| 29. Dezember | Elisabeth von Polen   | polnische Adlige, Königin von Ungarn, Kroatien und Dalmatien sowie Regentin von Polen                 |       |       |

## Datum unbekannt
| Tag | Name                          | Beruf, bekannt als                                                                                                   | Alter | Beleg |
| --- | ----------------------------- | --- | ----- | ----- |
|     | Benedictus de Alevelde senior | Heerführer des dänischen Königs Waldemar IV. und der erste der sicheren Stammreihe der Adelsgeschlecht von Ahlefeldt |       |       |
|     | Håkon VI.                     | König von Norwegen, Mitkönig von Schweden                                                                            |       |       |
|     | Costanza Morosini             | Dogaressa der Republik Venedig                                                                                       |       |       |
|     | Vettor Pisani                 | venezianischer Admiral                                                                                               |       |       |
|     | Ulrich IV.                    | Herr von Hanau |       |       |
|     | Walram                        | Graf der vorderen Grafschaft Sponheim                                                                                |       |       |